# Monte Markham
Monte Markham (Manatee County (Florida), 21 juni 1935) is een Amerikaans acteur. Hij speelt zowel op televisie, in films als op Broadway. 
Hij speelde onder meer in de film Airport '77 en in het vierde seizoen van Dallas had hij een terugkerende rol. 

## Deel van filmografie
- Hour of the Gun (1967)
- Project X (1968)
- Guns of the Magnificent Seven (1969)
- The Astronaut (1972)
- One Is a Lonely Number (1972)
- Ginger in the Morning (1974)
- Midway (1976)
- Airport '77 (1977)
- Hotline (1982)
- Off the Wall (1983)
- Hot Pursuit (1987)
- Piranha (1995)

## Deel van televisiewerk
- Cold Case
- Mission: Impossible
- Here Come the Brides
- The Mod Squad
- The Virginian
- Ellery Queen
- Hogan's Heroes
- The High Chaparral
- The Mary Tyler Moore Show
- Alias Smith and Jones
- Barnaby Jones
- Hawaii Five-O
- The Six Million Dollar Man
- Quincy
- Police Woman
- Trapper John, M.D.
- The Incredible Hulk
- Hart to Hart
- The Fall Guy
- Dallas
- Matt Houston
- Simon and Simon
- The Love Boat
- Fantasy Island
- The A-Team
- Finder of Lost Loves
- Hotel
- Murder She Wrote
- The Golden Girls
- Baywatch
- Melrose Place
- Grace Under Fire
- Star Trek: Deep Space Nine

- Bibliothèque nationale de France: cb141189893 (data)
- International Standard Name Identifier: 0000 0003 5674 9785
- Library of Congress Control Number: no97063717
- Nationale Bibliotheek van Israël: 987007447959905171
- Nederlandse Thesaurus van Auteursnamen: 270335951
- SNAC: w6944rw8
- Système universitaire de documentation: 07471077X
- Virtual International Authority File: 190608259
- WorldCat: E39PBJhRHg67D6VJ7w46QGF9Xd